# Marija Stojanova
Marija Stojanova, född den 19 juli 1947, är en bulgarisk basketspelare som var med och tog OS-brons 1976 i Montréal. Detta var första gången damerna deltog vid de olympiska baskettävlingarna. 